# سیارک ۶۹۷۲
سیارک ۶۹۷۲ (به انگلیسی: 6972 Helvetius، نامگذاری:1992GY3) شش هزار و نهصد و هفتاد و دومین سیارک کشف شده‌است که در ۴ آوریل ۱۹۹۲ کشف شد.
قدر مطلق سیارک برابر ۱۲٫۲۰ است.